# Awkwafina
Nora Lum (* 2. června 1988, Stony Brook, New York, Spojené státy americké), spíše známa jako Awkwafina, je americká herečka, komička, scenáristka, producentka a raperka. Proslavila se díky své rapové písni „My Vag“, která se stala populární prostřednictvím YouTube. Následně vydala své debutové album Yellow Ranger (2014) a začala se objevovat na televizních obrazovkách v seriálu stanice MTV Manuál pro holky (2014–2015). V roce 2016 se objevila ve vedlejší roli filmu Sousedi 2 a v roce 2018 přišel další úspěch s rolemi ve filmech Debbie a její parťačky a Šíleně bohatí Asiati.
V roce 2019 si zahrála ve filmu Jumanji: Další level. Ve stejném roce si také zahrála hlavní roli v úspěšném filmu Malá lež. Za výkon ve filmu získala cenu Zlatý glóbus v kategorii nejlepší ženský herecký výkon v hlavní roli (muzikál/komedie), a stala se tak první Asiatkou, která získala cenu Zlatý glóbus za výkon v hlavní roli.
Od roku 2020 hraje hlavní roli v seriálu Awkwafina Is Nora from Queens, za kterým stojí také jako spolu-tvůrkyně, scenáristka a výkonná producentka.

## Filmografie

### Film
| Rok  | Název                                  | Role                  | Poznámky |
| ---- | -------------------------------------- | --------------------- | -------- |
| 2016 | Bad Rap                                | Samu sebe             | dokument |
| 2016 | Sousedi 2                              | Christine             |          |
| 2016 | Čapí dobrodružství                     | Quail (hlas)          |          |
| 2018 | Dude                                   | Rebecca               |          |
| 2018 | Debbie a její parťačky                 | Constance             |          |
| 2018 | Šíleně bohatí Asiati                   | Goh Peik Lin          |          |
| 2019 | Malá lež                               | Billi Wang            |          |
| 2019 | Paradise Hills                         | Yu                    |          |
| 2019 | Angry Birds ve filmu 2                 | Courtney (hlas)       |          |
| 2019 | Between Two Ferns: The Movie           | Samu sebe             |          |
| 2019 | Jumanji: Další level                   | Ming Fleetfoot        |          |
| 2020 | SpongeBob ve filmu: Houba na útěku     | (hlas)                |          |
| 2021 | Shang-Chi a legenda o deseti prstenech | Katy                  |          |
| 2021 | Breaking News In Yuba County           | Mina                  |          |
| 2021 | Labutí píseň                           | Kate                  |          |
| 2021 | Raya a drak                            | Sisu (hlas)           |          |
| 2022 | Zlouni                                 | Paní Tarantule (hlas) |          |
| 2023 | Královna kvízů                         | Anne Yum              |          |
| 2023 | Malá mořská víla                       | Rudla (hlas)          |          |
| 2023 | Ptáci stěhováci                        | Chump (hlas)          |          |
| 2023 | Renfield                               | Rebecca Quincy        |          |
| 2024 | Imaginární přátelé                     | Bubla (hlas)          |          |
| 2024 | Kung Fu Panda 4                        | Zhen (hlas)           |          |

### Televize
| Rok        | Název                           | Role                         | Poznámky                                                        |
| ---------- | ------------------------------- | ---------------------------- | --------------------------------------------------------------- |
| 2014–2015  | Manuál pro holky                | Samu sebe                    | 6 dílů                                                          |
| 2015       | Manuál pro holky ŽIVĚ           | Samu sebe                    | 10 dílů                                                         |
| 2015       | Normálka                        | Apple (hlas)                 | díl: „Hello China“                                              |
| 2015–2017  | Tawk                            | Samu sebe (hlas)             | 36 dílů                                                         |
| 2016       | Mary + Jane                     | Gina                         | díl: „Noachella“                                                |
| 2017       | Future Man                      | Žena v obchodě s videohrami  | 3 díly                                                          |
| 2018       | Zvířátka                        | Annie (hlas)                 | díl: „Roachella“                                                |
| 2018       | Saturday Night Live             | Samu sebe/moderátorka        | díl: „Awkwafina/Travis Scott“                                   |
| 2019       | Weird City                      | Charlotta                    | díl: „Below“                                                    |
| 2019       | Simpsonovi                      | Carmen / Dr. Chang (hlas)    | 2 díly                                                          |
| 2019       | Tuca & Bertie                   | Bertie levé prso (hlas)      | díl: „The Promotion“                                            |
| 2019       | Temný krystal: Věk vzdoru       | Sběratelka / skekLach (hlas) | 7 dílů                                                          |
| 2020–dosud | Awkwafina Is Nora from Queens   | Nora Lum                     | 10 dílů, také spolu-tvůrkyně, scenáristka a výkonná producentka |
| 2020       | Celý svět doma, celý svět spolu | Samu sebe                    | TV speciál                                                      |

## Diskografie
- Yello Ranger (2014)
- In Fina We Trust (2018)

## Ocenění a nominace
| Rok  | Ocenění                                       | Kategorie                                                     | Nominovaná za        | Výsledek  |
| ---- | --------------------------------------------- | ------------------------------------------------------------- | -------------------- | --------- |
| 2018 | Havajský mezinárodní filmový festival         | Cena Halekulani Maverick                                      |                      | vítězství |
| 2018 | San Diego Film Critics Society Awards         | nejlepší komediální výkon                                     | Šíleně bohatí Asiati | nominace  |
| 2019 | The Asian Awards                              | nejlepší kinematografický úspěch                              | Šíleně bohatí Asiati | vítězství |
| 2019 | Dorian Awards                                 | stoupající hvězda                                             |                      | vítězství |
| 2019 | MTV Movie & TV Awards                         | nejlepší komediální výkon                                     | Šíleně bohatí Asiati | nominace  |
| 2019 | MTV Movie & TV Awards                         | objev roku                                                    | Šíleně bohatí Asiati | nominace  |
| 2019 | Screen Actors Guild Awards                    | nejlepší obsazení                                             | Šíleně bohatí Asiati | nominace  |
| 2019 | Teen Choice Awards                            | nejlepší herečka (komedie)                                    | Šíleně bohatí Asiati | nominace  |
| 2020 | AACTA Awards                                  | nejlepší mezinárodní herečka v hlavní roli                    | Malá lež             | nominace  |
| 2020 | Alliance of Women Film Journalists            | nejlepší ženský herecký výkon v hlavní roli                   | Malá lež             | nominace  |
| 2020 | Alliance of Women Film Journalists            | objev roku                                                    | Malá lež             | nominace  |
| 2020 | Austin Film Critics Association               | nejlepší ženský herecký výkon v hlavní roli                   | Malá lež             | nominace  |
| 2020 | Austin Film Critics Association               | objev roku                                                    | Malá lež             | nominace  |
| 2020 | Filmová cena Britské akademie                 | stoupající hvězda                                             | Malá lež             | nominace  |
| 2020 | Critics' Choice Awards                        | nejlepší ženský herecký výkon v hlavní roli                   | Malá lež             | nominace  |
| 2020 | Chicago Film Critics Association              | nejlepší ženský herecký výkon v hlavní roli                   | Malá lež             | nominace  |
| 2020 | Dorian Awards                                 | herečka roku                                                  | Malá lež             | nominace  |
| 2020 | Dallas–Fort Worth Film Critics Association    | nejlepší ženský herecký výkon v hlavní roli                   | Malá lež             | 5. místo  |
| 2020 | Zlatý glóbus                                  | nejlepší ženský herecký výkon v hlavní roli (komedie/muzikál) | Malá lež             | vítězství |
| 2020 | Gotham Awards                                 | nejlepší ženský herecký výkon v hlavní roli                   | Malá lež             | vítězství |
| 2020 | Georgia Film Critics Association              | nejlepší ženský herecký výkon v hlavní roli                   | Malá lež             | nominace  |
| 2020 | Hollywood Critics Association                 | nejlepší ženský herecký výkon v hlavní roli                   | Malá lež             | nominace  |
| 2020 | Houston Film Critics Society                  | nejlepší ženský herecký výkon v hlavní roli                   | Malá lež             | nominace  |
| 2020 | IndieWire Critics Poll                        | nejlepší ženský herecký výkon v hlavní roli                   | Malá lež             | 5. místo  |
| 2020 | Online Film Critics Society                   | nejlepší ženský herecký výkon v hlavní roli                   | Malá lež             | nominace  |
| 2020 | Satellite Awards                              | nejlepší ženský herecký výkon v hlavní roli (komedie/muzikál) | Malá lež             | vítězství |
| 2020 | San Diego Film Critics Society Awards         | nejlepší ženský herecký výkon v hlavní roli                   | Malá lež             | nominace  |
| 2020 | Seattle Film Critics Society                  | nejlepší ženský herecký výkon v hlavní roli                   | Malá lež             | nominace  |
| 2020 | San Francisco Bay Area Film Critics Circle    | nejlepší ženský herecký výkon v hlavní roli                   | Malá lež             | nominace  |
| 2020 | Seattle Film Critics Society                  | nejlepší ženský herecký výkon v hlavní roli                   | Malá lež             | nominace  |
| 2020 | San Francisco Bay Area Film Critics Circle    | nejlepší ženský herecký výkon v hlavní roli                   | Malá lež             | nominace  |
| 2020 | Mezinárodní filmový festival v Santa Barbaře  | Virtuoso Award                                                | Malá lež             | vítězství |
| 2020 | Washington D.C. Area Film Critics Association | nejlepší ženský herecký výkon v hlavní roli                   | Malá lež             | nominace  |